# 대한민국 임시정부 유적지 (상하이시)

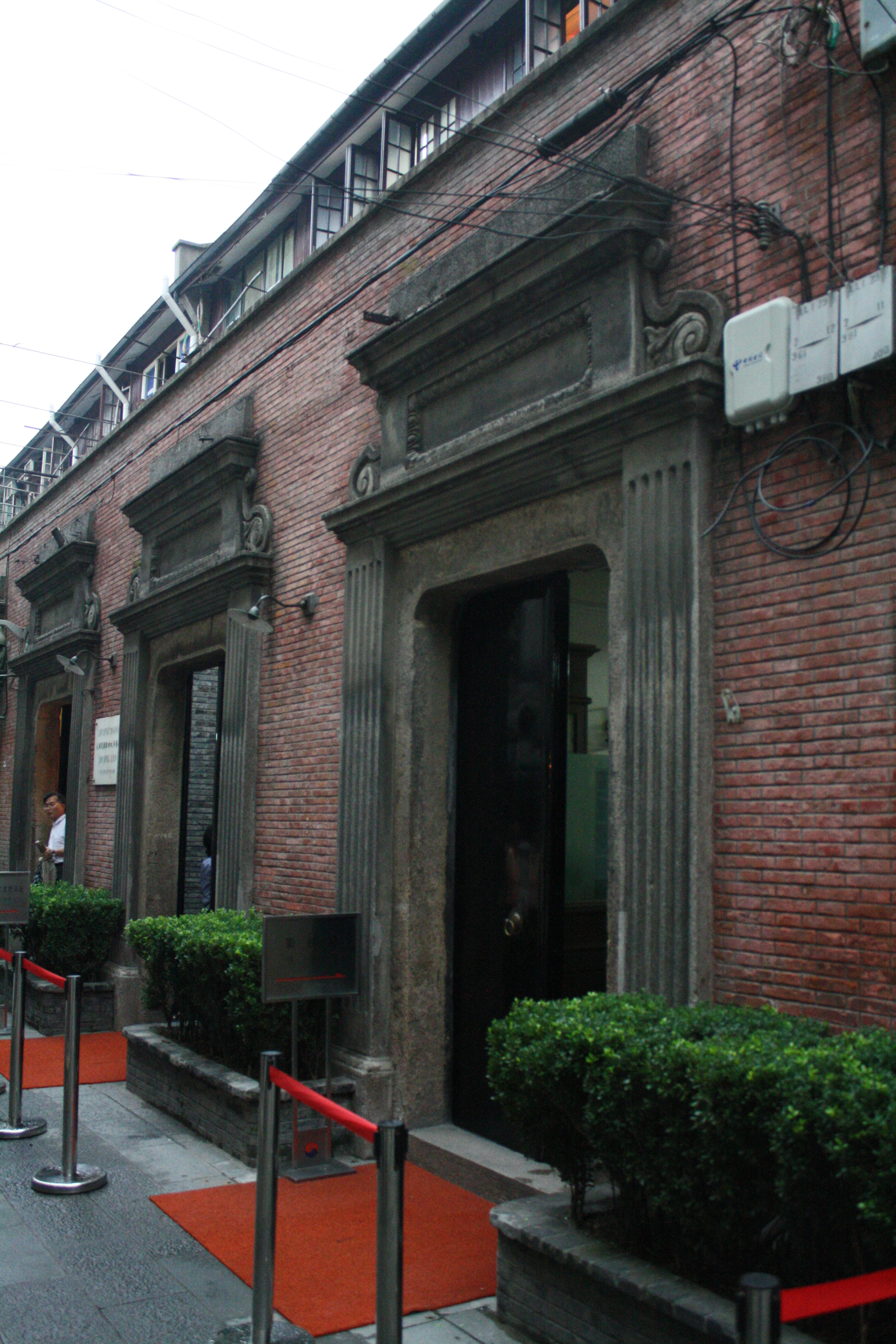
대한민국 임시정부 유적지 입구

대한민국 임시정부 유적지(중국어: 大韩民国临时政府旧址, 大韓民國臨時政府遺跡地)는 중국 상하이시에 있는 대한민국 임시정부 청사이다. 1926년 7월부터 1932년 4월까지 정부 청사로 사용되었다. 3층으로 되어있다.
- 대한민국 임시정부 유적지 입구
- 임시정부의 이주 과정